# Stazione di Sapri
Stazione di Sapri vasútállomás Olaszországban, Sapri településen.

## Vasútvonalak
Az állomást az alábbi vasútvonalak érintik:
- Battipaglia–Reggio di Calabria-vasútvonal

## Kapcsolódó állomások
A vasútállomáshoz az alábbi állomások vannak a legközelebb:
- Stazione di Acquafredda
- Stazione di Policastro Bussentino